# Giovanni Korporaal
Giovanni (John) Korporaal (La Haya, 14 de febrero de 1922 - Ciudad de México, 9 de febrero de 2004), también conocido como Giovanni Corporale, fue un actor, editor, guionista y director de cine neerlandés cuya carrera se desarrolló principalmente en México. Se hizo conocido por su primer largometraje, El brazo fuerte (1958), una sátira política que durante años en México no se podía exhibir en cines, pero después fue considerada un clásico. En los Países Bajos realizó dos largometrajes, El co-amante olvidado (De vergeten medeminnaar,1963) y Rififi en Amsterdam (1966).

## Biografía
Koronel era hijo de padre neerlandés y madre francesa. Su padre era periodista y corresponsal en Italia. En la Segunda Guerra Mundial, la familia regresó a los Países Bajos, donde Korporaal cursó educación secundaria en La Haya.

### Época italiana
En 1948 comenzó su carrera como actor en el Centro Sperimentale di Cinema de Roma. Con el nombre de Giovanni Corporale, tuvo un pequeño papel en Ladri di Biciclette (Ladrones de bicicletas, 1948), película con solo amateurs que fue nominada al Oscar. Obtuvo pequeños papeles en otros cinco largometrajes. En 1951 ingresó a la Scuola Nazionale di Cinema en Roma, para estudiar dirección de cine. En 1952 fue asistente de director de la película Infame accusa, con el nombre de John Corporale.

### Primer período en México
En 1954 se mudó a México por invitación de Morton Heilig. Trabajó como editor en Teleproducciones bajo la dirección de Manuel Barbachano Ponce y fue responsable de efectos especiales en el documental Torero! de Carlos Velo. Korporaal se había ganado rápidamente un lugar en la industria cinematográfica mexicana de la década de 1950.

###### El brazo fuerte
En 1958 Korporaal dirigió su primer largometraje. El brazo fuerte se basa en el texto El Influyente de Juan de la Cabada sobre un gobernante local en un pequeño pueblo. La película se hizo sin la cooperación del sindicato de trabajadores de la producción cinematográfica y trabajó con gente del pueblo. Es una sátira política con una crítica explícita al abuso de poder. Bajo la presión del sindicato, la película fue censurada y no se podía proyectar en cines hasta 1974.  En cambio, sí tuvo éxito en cineclubes. Por lo tanto, El brazo fuerte es considerada un precursor del cine independiente y del género de la sátira política en México. En 2018, la película fue restaurada e incluida en la lista de clásicos de la industria cinematográfica mexicana por Cineteca Nacional.
El brazo fuerte se proyectó en el Festival de Cine de Cannes en 1961 y recibió elogios de la crítica, incluso de la prensa neerlandesa.

### Época  neerlandesa
A raíz del éxito en Cannes, Korporaal recibió una invitación de la Compañía Neerlandesa de Producción Cinematográfica para dirigir un largometraje. Se mudó a los Países Bajos con su esposa mexicana y su hija. El resultado, la película policial Rififi en Amsterdam, fue recibida con críticas mixtas. Según la crítica, la película hizo concesiones con el objetivo de lograr el éxito comercial, como canciones de Willy Alberti que no encajan en la narrativa y el debut como actor de Anton Geesink . Gracias al éxito comercial, Korporaal pudo realizar un segundo largometraje en 1963. El co-amante olvidado, un drama psicológico con Henk van Ulsen en el papel principal y música de Pim Jacobs, fue recibido con aprecio. A pesar de sus éxitos en los Países Bajos, Korporaal regresó a México en 1964 por razones personales.

### Segundo período en México
De regreso en México, Korporaal trabajó como editor para la televisión mexicana en las transmisiones de los Juegos Olímpicos de México 1968 y dirigió varios documentales cortos. Realizó la edición de Reed : México Insurgente (1973), película que fue incluida en 1994 en la lista de las 100 mejores películas mexicanas de todos los tiempos por la revista Somos. El montaje fue nominado al Premio Ariel. Su segunda nominación para el Premio Ariel en la categoría mejor edición la consiguió Korporaal con la película De todos modos Juan te llamas, en 1976. Korporaal dirigió su último largometraje en 1977, el wéstern de horror El Diabólico. En 1992, Korporaal fue invitado de honor en el festival de cine ¡ Que viva México! en Róterdam. Murió en la Ciudad de México en 2004, días antes de cumplir 82.

## Filmografía

### Actor

###### Largometrajes
- Ladrones de bicicletas (1948)
- La Madonnina d´oro (1949)
- Estación Termini (1953)
- Amori di mezzo secolo (1954)
- La Spiaggia (1954)
- Totò e Carolina (1955)
- Chistelandia (1958)
- La manzana de la discordia (1968)
- Calzonzin Inspector (1974)
- Cosa Fácil (1982)
- Red desert penitentiary (1985)

###### Series de televisión
- Lo Blanco y lo Negro (1989)

### Asistente de director
- Infame accusa (1953)

### Editor
- Los pequeños gigantes (1960)
- La manzana de la discordia (1968)
- Familiaridades (1969)
- Frida Kahlo (1971)
- Reed: México Insurgente (1973)
- De todos modos Juan te llamas (1976)
- Arrecife Alacranes (documental de México Desconocido, 1986)

### Guionista
- Boer Pieterse schoot in de roos (Pieterse, el campesino, le dio al blanco, 1950)
- El brazo fuerte (1958)

### Director

###### Largometrajes
- El brazo fuerte (1958)
- De vergeten medeminnaar (El co-amante olvidado, 1963)
- Rififi in Amsterdam (1966)
- El diabólico (1977)

###### Documentales
- Olympia 68 (1968)
- El Pabellón de México (1968)
- Hacia un mejor entendimiento del arte (1970)
- Islas Marías, hoy (1975)
- Tlatelolco-Guerrero (documental en la serie "Barrios", SEP, CONACULTA1985)